# Santa Monica Bay
Santa Monica Bay – zatoka Oceanu Spokojnego, w Kalifornii, USA. Jej granice są niejednoznaczne, ale uważana jest za część Pacyfiku, linią brzegową łączącą Point Dume w Malibu i Palos Verdes Peninsula w południowo-zachodniej części Hrabstwa Los Angeles. Jej wschodni brzeg tworzy zachodnią granicę regionów Los Angeles Westside i South Bay. Zatoka zasilana była przez rzekę Los Angeles do 1825 roku, kiedy to wskutek działań płk. J.J. Warnera przeprowadzono katastrofalną w skutkach zmianę kierunku biegu rzeki. Dziś największą rzeką wpływającą do zatoki jest Ballona Creek. Inne to Malibu Creek i Topanga Creek.
Wzdłuż linii brzegowej zatoki leżą jedne z najbardziej znanych na świecie plaż: Malibu Lagoon State Beach, Will Rogers State Beach, Santa Monica State Beach i Dockweiler State Beach.
W zatoce znajduje się kilka znanych molo, wśród nich Malibu Pier, Santa Monica Pier, Venice Beach Pier Manhattan, Hermosa Beach Pier i Redondo Beach Pier oraz sztuczna rafa Chevron Reef używana do podwodnego surfowania. Zatoka jest bardzo popularnym całorocznym miejscem do wędkowania. W Marina del Rey znajduje się przystań jachtowa.

## Dzielnice i osiedla
- Malibu
- Pacific Palisades
- Santa Monica
- Venice
- Marina del Rey
- Playa del Rey
- El Segundo
- El Porto
- Manhattan Beach
- Hermosa Beach
- Redondo Beach
- Torrance
- Palos Verdes Estates
- Rancho Palos Verdes